# Parc national de la Podolie septentrionale
Le parc national de la Podolie septentrionale (en ukrainien : Національний природний парк «Північне Поділля») est un parc régional situé dans l'oblast de Lviv, en Ukraine.

## Histoire
Le 10 février 2010, le décret présidentiel consacre la réserve naturelle. Elle recouvre une superficie de 155 kilomètres carrés du plateau de Podolie, divers zones de forêts, de marécages en rive gauche du Dniepr.

## Description
Les principaux secteurs sont :
Quartier de Brody :
- Makrite (réserve). Couvre les pentes du mont Makitri et a été créé à l’origine en 1931 pour protéger la végétation de la steppe volhynienne.
- Podkamen (réserve). Une réserve forestière de montagne avec une forêt de hêtres représentative.
- Réserve hydrologique de Ponkinsky. Créé pour la conservation des plaines inondables complexes des rivières Ikva et Styr.
- Sasovsky (monument naturel). Préserve une forêt de charmes et de hêtres à flanc de montagne.
- Affleurements de grès de Torton. Couvre les pentes des montagnes de Menich
- Vestiges érosifs de récifs marins du Tovtry ou Medobory de l’époque sarmate à proximité de la colonie de Pidkameni.
- La Trinité (monument de la nature). Couvre les pentes des montagnes Zbarazh et Trinig
- Monument Pienyatskaya. Réserve naturelle privée originale du comte Dyuschitsky.
- Chêne témoin. Un chêne de 348 ans, un monument local de 25 mètres de haut dans la ville de Brody.
- Parc Pidhirtsky. Jardin monumental artistique de la Galerie d’art de Lviv
- Fenêtres bleues. Une série de petits lacs karstiques (grottes calcaires englouties) de couleur bleue.
- Cheval. Un site commémoratif dédié aux Ukrainiens tués pendant la Seconde Guerre mondiale.

District de Zolochiv :
- Montagne Zhulitskaya. (La montagne du gardien). Elle couvre trois montagnes (Zhulitskaya Gora, Monts Storozhich et Monts Vysoka), protégeant les plantes vulnérables.
- Montagne Podnieka ou montagne Markiyan Shashkevich. Protège une région de végétation steppique rare.
- Montagne sacrée. Une montagne boisée avec des plantes rares.
- Montagne du Renard. Réserve botanique avec forêt mixte et broussailles arbustives rares.
- Mont Limestone. Une montagne composée de calcaire et de grès carbonaté.
- Forêt sous le travail. Chaîne de montagnes basses avec forêts de hêtres.
- Forêt dans les environs de Verkhobuzh. Chaîne de montagnes basses avec forêts de hêtres.
- Réserve de Verkhobuzsky. Fragment unique de la vallée du Boug occidental, avec plus de 20 espèces de plantes rares.
- Lipa Bogdan Khmelnitsky. Le plus vieux tilleul d’Ukraine (600 ans).
- Grande pierre. Grand rocher pittoresque d’origine glaciaire.

Les sites historiques comprennent trois châteaux et un certain nombre de sites de la Première et de la Seconde Guerre mondiale. Plus de 200 espèces de plantes se trouvent sur le territoire du parc. 127 oiseaux ont été recensés, et 41 mammifères.

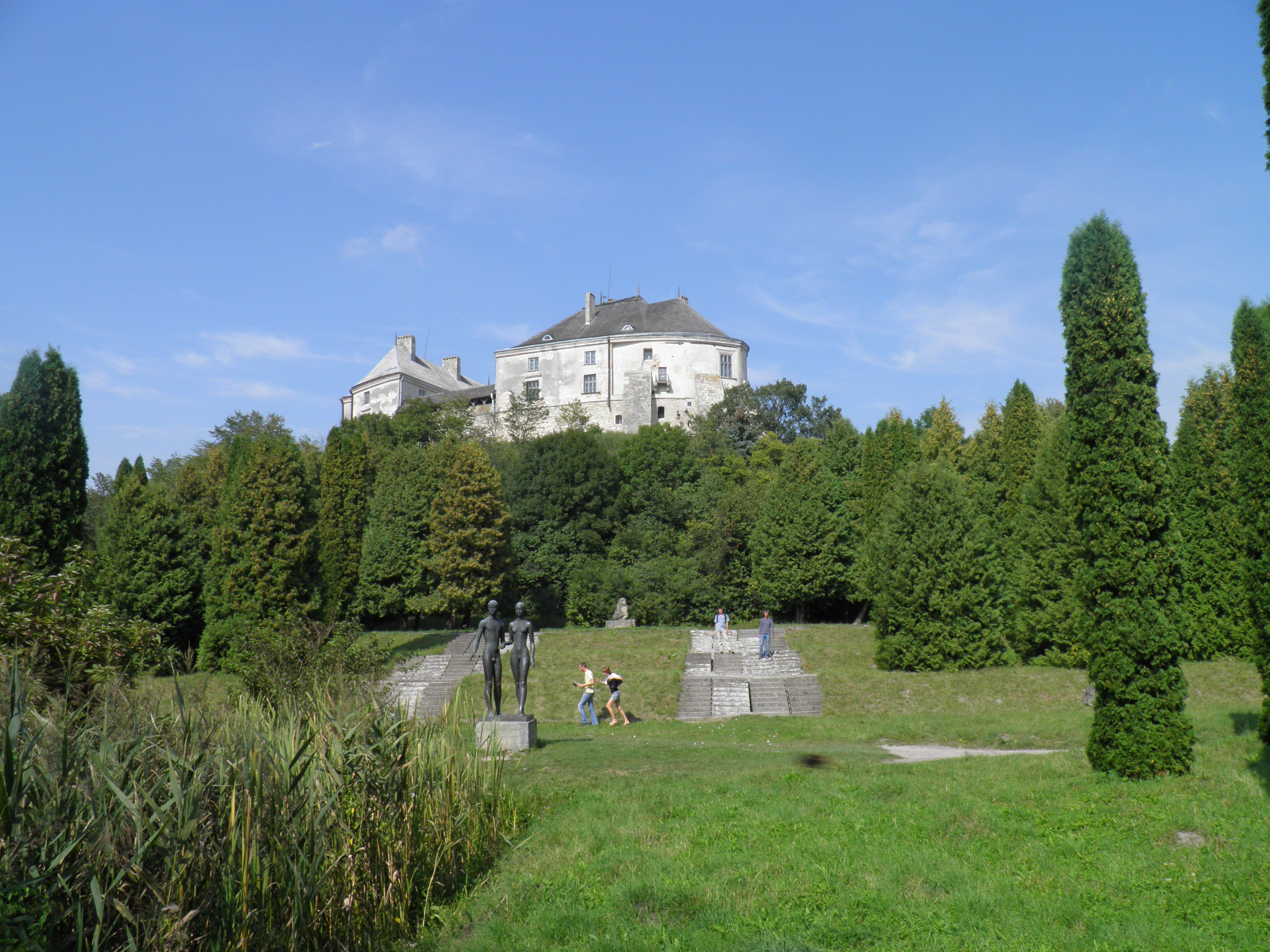
Le parc du château Olekso, classé
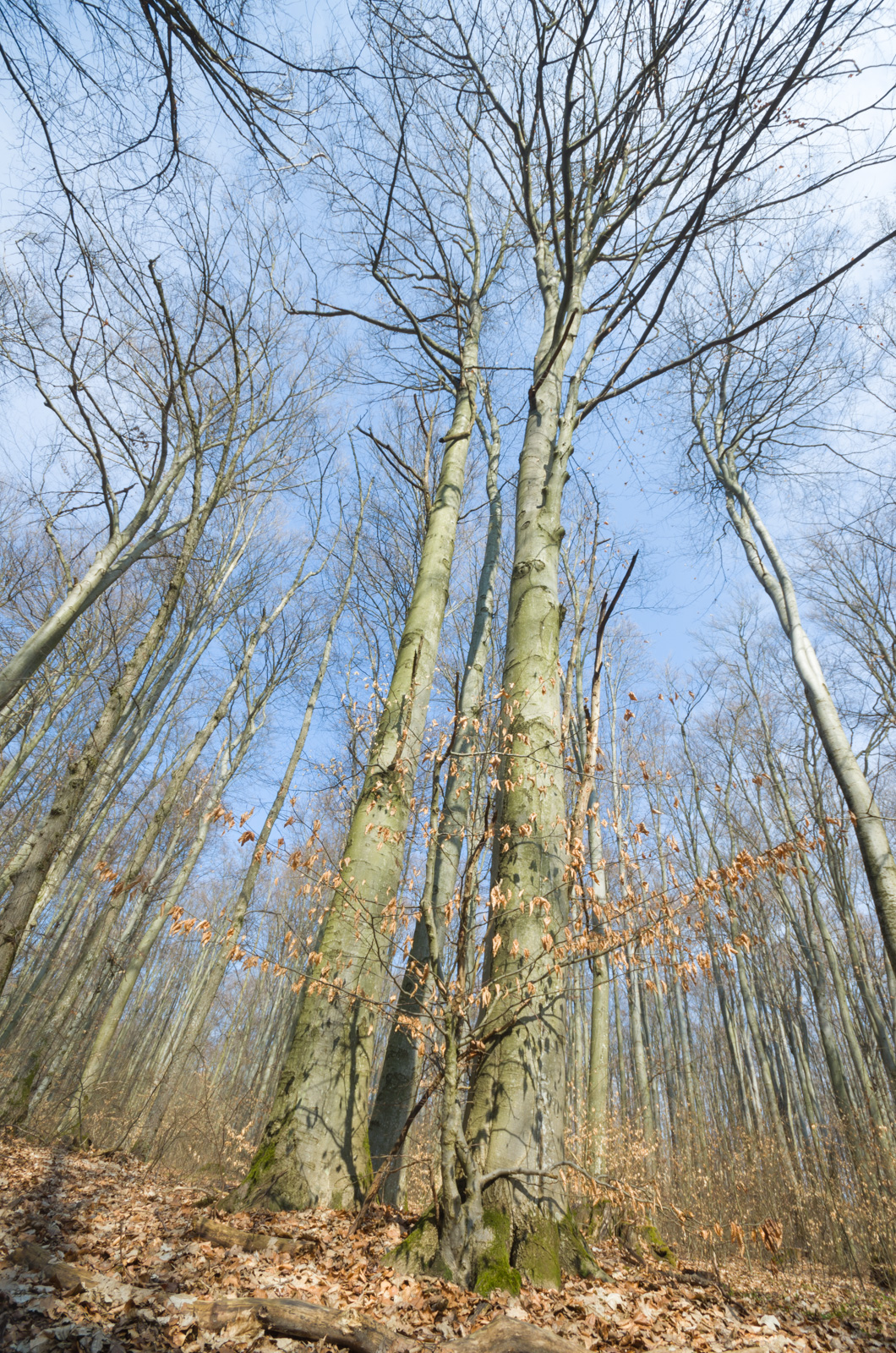
Forêt de Verkhobouj, classé
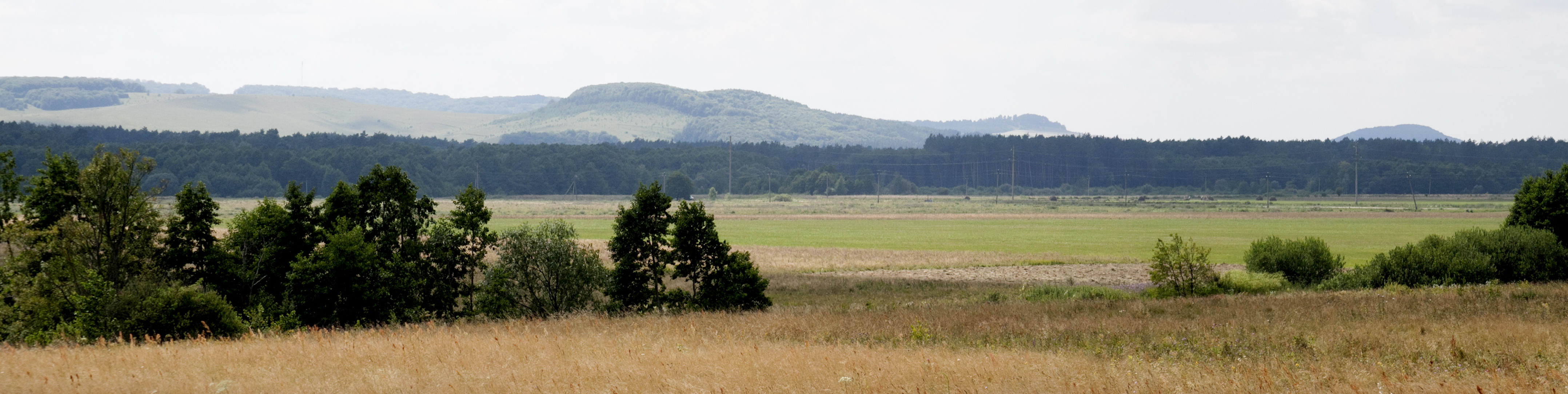
Réserve Verkhobouj, classé
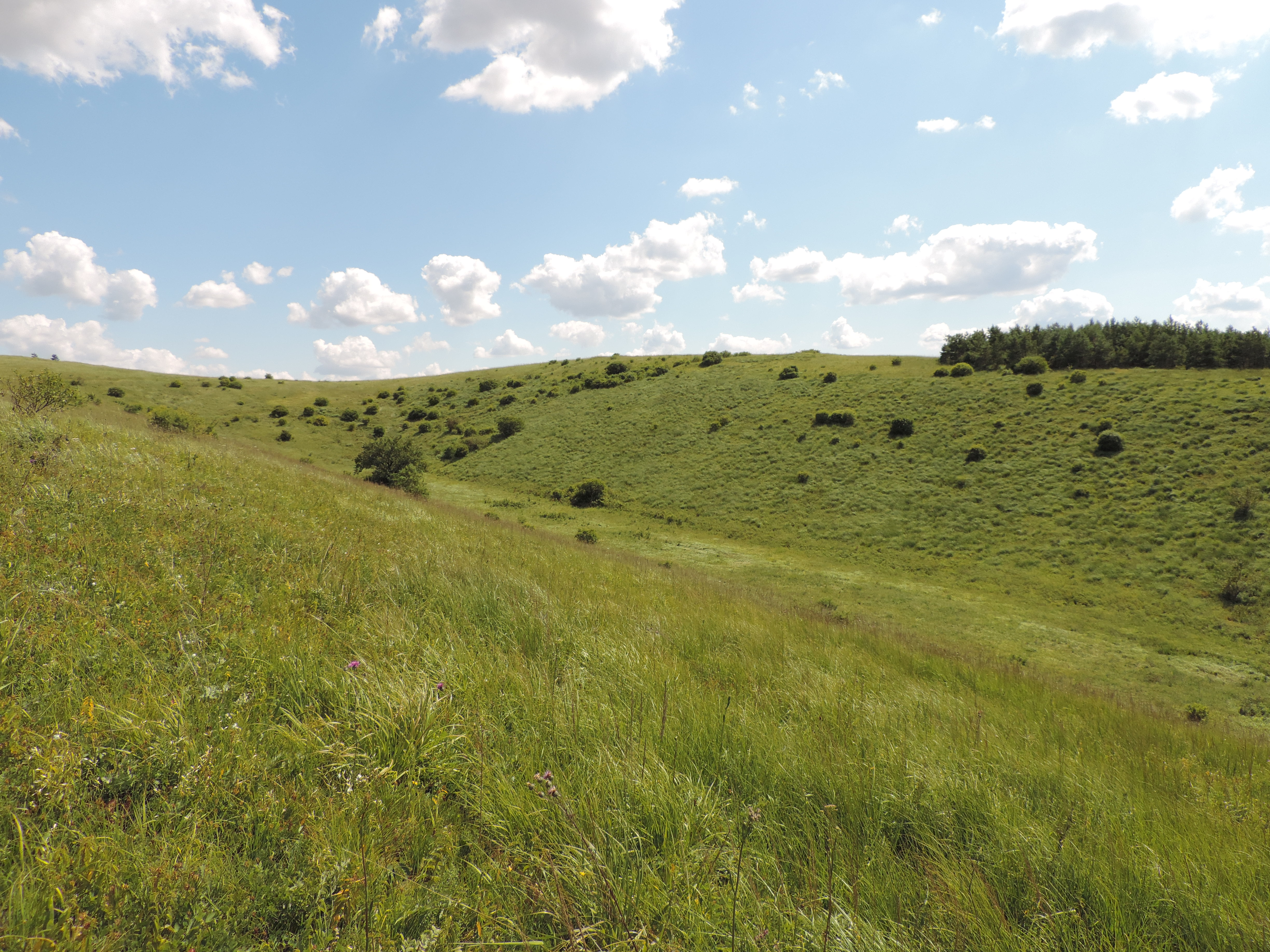
Makitra, classé
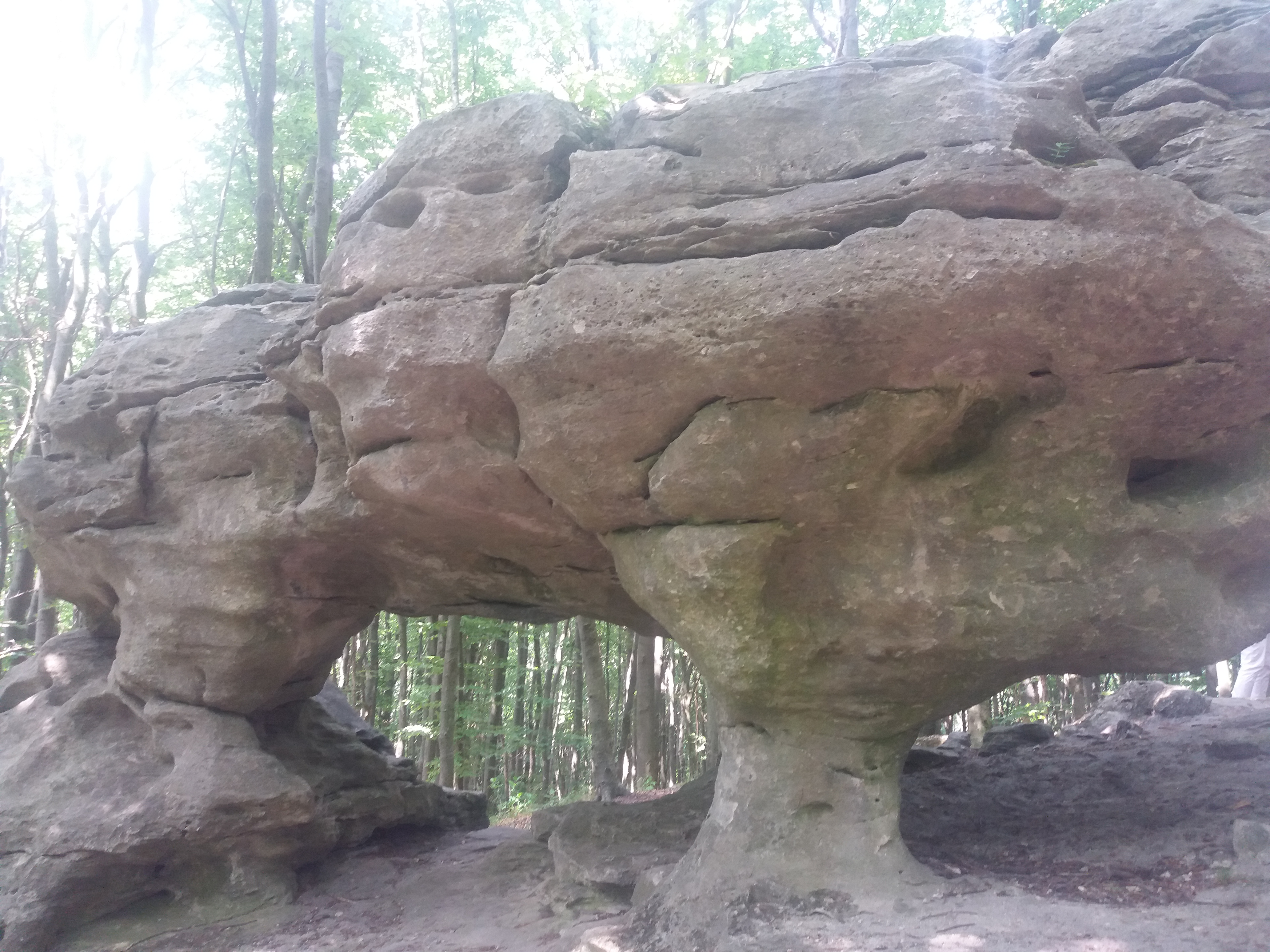
Réserve Trinih, classé[6].

## Liens
- (uk) Site officiel
- Liste des parcs nationaux de l'Ukraine.